# Акмопиле
Акмопиле (лат. Acmopyle) — род хвойных вечнозелёных растений семейства Подокарповые (Podocarpaceae).
Этот род подокарповых имеет характеристики типичные для антарктической флоры, которые эволюционировали в прохладном, влажном климате южной части древнего суперконтинента Гондваны.

## Виды
По информации базы данных The Plant List (на июль 2016) род включает 2 вида:
- Acmopyle pancheri (Brongn. & Gris) Pilg.
- Acmopyle sahniana Buchholz & N.E.Gray